# 撤収 (アルバム)
『撤収』（てっしゅう）は、野猿のベスト・アルバム。2001年3月14日発売。

## 解説
撤収（解散）前、最初で最後のベスト・アルバム。
デビューシングル「Get down」からラストシングル「Fish Fight!」までの11曲と、完全未発表による5曲の新曲で構成されている。
全てのシングル曲（別名義作品含む）は、フジテレビ系「とんねるずのみなさんのおかげでした」エンディングテーマ（「Fish Fight!」のみオープニングテーマ）。
このうち、8thシングル「Chicken guys」から11thシングル「Fish Fight!」の4曲はオリジナル・アルバム未収録であることや、新曲が5曲収録されていることから、オリジナル・アルバムとしても言える内容となっている。
全曲にリマスタリング音源で収録。音質が向上されている。

## 収録曲
| 全作詞: 秋元康 (#11、作詞: 後藤次利)、全作曲: 後藤次利、全編曲: 後藤次利 (特記以外）。 |                                          |                               |            |      |
| #                                                                                      | タイトル                                 | 作詞                          | 作曲・編曲 | 時間 |
| 1.                                                                                     | 「Get down」(作曲: 後藤次利、田原音彦)   | 秋元康 (#11、作詞: 後藤次利 ) | 後藤次利   | 4:43 |
| 2.                                                                                     | 「叫び」(作曲: 後藤次利、田原音彦)       | 秋元康 (#11、作詞: 後藤次利 ) | 後藤次利   | 4:55 |
| 3.                                                                                     | 「SNOW BLIND」(作曲: 後藤次利、田原音彦) | 秋元康 (#11、作詞: 後藤次利 ) | 後藤次利   | 5:15 |
| 4.                                                                                     | 「Be cool!」                             | 秋元康 (#11、作詞: 後藤次利 ) | 後藤次利   | 4:52 |
| 5.                                                                                     | 「Selfish」                              | 秋元康 (#11、作詞: 後藤次利 ) | 後藤次利   | 4:56 |
| 6.                                                                                     | 「夜空を待ちながら」                     | 秋元康 (#11、作詞: 後藤次利 ) | 後藤次利   | 5:22 |
| 7.                                                                                     | 「First impression / 野猿 feat.CA」      | 秋元康 (#11、作詞: 後藤次利 ) | 後藤次利   | 4:47 |
| 8.                                                                                     | 「Chicken guys」                         | 秋元康 (#11、作詞: 後藤次利 ) | 後藤次利   | 4:58 |
| 9.                                                                                     | 「太陽の化石」                           | 秋元康 (#11、作詞: 後藤次利 ) | 後藤次利   | 5:58 |
| 10.                                                                                    | 「star / yaen front 4 men feat.saki」    | 秋元康 (#11、作詞: 後藤次利 ) | 後藤次利   | 5:06 |
| 11.                                                                                    | 「Fish Fight!」                          | 秋元康 (#11、作詞: 後藤次利 ) | 後藤次利   | 3:36 |
| 12.                                                                                    | 「Move wave」                            | 秋元康 (#11、作詞: 後藤次利 ) | 後藤次利   | 4:31 |
| 13.                                                                                    | 「Anywhere」                             | 秋元康 (#11、作詞: 後藤次利 ) | 後藤次利   | 2:48 |
| 14.                                                                                    | 「俺たちの船出〜Adventure〜」            | 秋元康 (#11、作詞: 後藤次利 ) | 後藤次利   | 3:07 |
| 15.                                                                                    | 「Thank you」                            | 秋元康 (#11、作詞: 後藤次利 ) | 後藤次利   | 5:03 |
| 16.                                                                                    | 「Dear friend」                          | 秋元康 (#11、作詞: 後藤次利 ) | 後藤次利   | 4:20 |
| 合計時間:                                                                              | 合計時間:                                | 74:17                         |            |      |

### 楽曲解説
1. Get down
1stシングル。
2. 叫び
2ndシングル。
3. SNOW BLIND。
3rdシングル、『野村證券』CM曲。
4. Be cool!
4thシングル、『第50回NHK紅白歌合戦（1999年）』出場曲。
5. Selfish
5thシングル、『ラウンドワン』CM曲。
6. 夜空を待ちながら
6thシングル
7. First impression / 野猿 feat.CA
7thシングル、フジテレビ系ドラマ『お見合い結婚』オープニング曲。
8. Chicken guys
8thシングル、アルバム初収録。
『第51回NHK紅白歌合戦（2000年）』出場曲。
明治生命『ライフアカウントL.A.』CM曲。
9. 太陽の化石
9thシングル、アルバム初収録。
明治生命『ライフアカウントL.A.』CM曲。
10. star / yaen front 4 men feat.saki
10thシングル、アルバム初収録。
明治生命『ライフアカウントL.A.』CM曲。
11. Fish Fight!
11thシングル、アルバム初収録。
12. Move wave
新曲。
13. Anywhere
新曲。
14. 俺たちの船出〜Adventure〜
新曲。
15. Thank you
新曲。
16. Dear friend
新曲。

## 参加ミュージシャン
- Get down
  - 後藤次利：Bass
  - 田原音彦：Keyboards, Chorus
  - 堀川満志：Synthesizer Programming
  - 西川進：Guitar
  - 田中倫明：Percussion
  - 大滝裕子：Chorus
- 叫び
  - 後藤次利：Bass
  - 田原音彦：Keyboards, Chorus
  - 西川進：Guitar
  - 木本ヤスオ：Synthesizer Programming, Digital Drummer
  - 坪倉唯子, 羽田朋子：Chorus
  - ASA-CHANG：Percussion
- SNOW BLIND
  - 後藤次利：Bass
  - 田原音彦：Keyboards, Chorus
  - 富樫春生：Electric Piano
  - 西川進：Guitar
  - 木本ヤスオ：Synthesizer Programming, Digital Drummer
  - 佐々木久美, 国分友里恵：Chorus
- Be cool!
  - 後藤次利：Bass, Keyboards
  - 西川進：Guitar
  - 木本ヤスオ：Synthesizer Programming, Digital Drummer
  - 荒木敏男, 西村浩二：Trumpet
  - 村田陽一：Trombone
  - 坪倉唯子, 和田恵子：Chorus
- Selfish
  - 後藤次利：Bass, Synthesizer
  - 富樫春生：Electric Piano
  - 西川進：Guitar
  - 木本ヤスオ：Synthesizer Programming, Digital Drummer
  - 坪倉唯子, 和田恵子, フナティー石森：Backing Vocals
- 夜空を待ちながら
  - 後藤次利：Bass, Synthesizer
  - 西川進：Guitar
  - 木本ヤスオ：Synthesizer Programming, Digital Drummer
  - 坪倉唯子, 和田恵子：Backing Vocals
- First impression
  - 後藤次利：Synthesizer
  - 富樫春生：Electric Piano
  - 西川進：Guitar
  - 木本ヤスオ：Synthesizer Programming, Digital Drummer
  - 坪倉唯子：Backing Vocals
- Chicken guys
  - 後藤次利：Bass, Synthesizer
  - 西川進：Guitar
  - 木本ヤスオ：Synthesizer Programming, Digital Drummer
  - 荒木敏男：Trumpet
  - 村田陽一：Trombone
  - 山本拓夫：Sax
  - 坪倉唯子, フナティー石森：Chorus
  - m.c.G･T：Voice
- 太陽の化石
  - 後藤次利：Bass, Synthesizer, Acoustic Guitar
  - 西川進：Electric Guitar
  - 吉村龍太：Keyboards
  - 木本ヤスオ：Synthesizer Programming, Digital Drummer
  - 荒木敏男：Trumpet
  - 村田陽一：Trombone
  - 山本拓夫：Sax
  - 山根麻衣, フナティー石森：Chorus
- star
  - 後藤次利：Bass, Synthesizer
  - 西川進：Guitar
  - 木本ヤスオ：Synthesizer Programming, Digital Drummer
  - 菅坂雅彦：Trumpet
  - 村田陽一：Trombone
  - 山本拓夫：Sax
  - フナティー石森：Chorus
- Fish Fight!
  - 後藤次利：Synthesizer
  - 富樫春生：Keyboards
  - 西川進：Guitar
  - 木本ヤスオ：Synthesizer Programming, Digital Drummer
  - 菅坂雅彦：Trumpet
  - 村田陽一：Trombone
  - 山本拓夫：Sax
  - 坪倉唯子, フナティー石森：Chorus
- Move wave
  - 後藤次利：Bass, Synthesizer
  - 西川進：Guitar
  - 木本ヤスオ：Synthesizer Programming, Digital Drummer
  - 荒木敏男, 西村浩二：Trumpet
  - 村田陽一：Trombone
  - 山本拓夫：Sax
  - m.c.G･T：Voice
  - 小林紗貴, フナティー石森：Chorus
- Anywhere
  - 後藤次利：Bass, Synthesizer
  - 富樫春生：Keyboards
  - 西川進：Guitar
  - 木本ヤスオ：Synthesizer Programming, Digital Drummer
  - 菅坂雅彦：Trumpet
  - 村田陽一：Trombone
  - 山本拓夫：Sax
  - 坪倉唯子, フナティー石森：Chorus
- 俺たちの船出 ～Adventure～
  - 後藤次利：Bass, Synthesizer
  - 富樫春生：Keyboards
  - 西川進：Guitar
  - 木本ヤスオ：Synthesizer Programming, Digital Drummer
  - 菅坂雅彦, 横山均, 奥村晶：Trumpet
  - 村田陽一, 広原正典：Trombone
  - 竹野昌邦, 山本拓夫：Sax
  - フナティー石森：Chorus
- Thank you
  - 後藤次利：Synthesizer, Chorus
  - 富樫春生：Keyboards
  - 西川進：Guitar
  - 木本ヤスオ：Synthesizer Programming, Digital Drummer
  - 横山均, 西村浩二：Trumpet
  - 村田陽一：Trombone
  - 竹野昌邦：Sax
  - 小林紗貴, フナティー石森：Chorus
  - m.c.G･T：Voice
- Dear friend
  - 後藤次利：Bass, Synthesizer, Acoustic Guitar, Chorus
  - 富樫春生：Keyboards
  - 西川進：Guitar
  - 木本ヤスオ：Synthesizer Programming, Digital Drummer
  - フナティー石森：Chorus
  - 佐々木彩：Voice